# Pirada
Pirada é um sector da região administrativa de Gabu na Guiné-Bissau.

## História
A ocupação humana no sector de Pirada ocorre desde tempos imemoriais, todavia, os primeiros registros históricos apontavam que a área era habitada por diversos povos, a exemplo do povo caçador fula, quando sua história passou a estar associada com a de um tincuru ("província") do Manden Kurufaba ("Império do Mali") formado o partir do século XIII, após a chegada do povo mandinga no território por meio da expedição conduzida pelo general Tiramakan Traoré, um dos principais do imperador Sundiata Queita.
O espaço territorial de Pirada que fazia para do então tincuru de Gabu abrigou assentamentos humanos que formaram a cidade da Cansalá  (ou Cam-Salá). Posteriormente, quando o tincuru de Gabu se constituiu no Reino de Gabu durante o século XVI, a cidade de Cansalá veio a se tornar a sua capital.
A partir de então as populações fula e mandiga residentes na área se organizaram no Reino de Gabu, em reinos vassalos a Gabu e em régulos locais. Esta organização social e política do território durou até o século XIX, quando ocorreu a turubam, ou seja, o fim do Reino de Gabu marcado especialmente após o evento da Batalha de Cansalá (Turban-Cansala) ocorrida na década de 1860 (versões variam a data entre 1865 a 1867) entre o referido reino e o Imamato de Futa Jalom.
A batalha terminou com a destruição da cidade de Cansalá pelo próprio rei mandinga Janki Wali Sané que, percebendo a iminência da derrota diante do exército formado por militares de Futa Jalom e por guerreiros fulas liderados pelo fula-djiábê Alfa Molo, decidiu atear fogo no paiol de pólvora, destruindo assim a sua própria capital e matando seus habitantes.
Com o fim do Reino de Gabu, a área de Pirada passou a ser parte do Fuladú, um conjunto de províncias libertadas de Gabu e que estiveram sob o domínio de um governante fula, mas que não ostentou o mesmo poder político da anterior monarquia mandinga, tornando-se um estado vassalo aos almamis do Imamato de Futa Jalom. O Fuladu esteve sob a chefia inicial de Alfa Molo até a sua morte em 1881, quando passou a ser governado por seu filho Mussa Molo.
Será neste contexto histórico posterior ao turubam que ocorreu a invasão pelo elemento colonizador português, que se aproveitou das divisões políticas internas para dominar a região pelas décadas seguintes.
A tabanca ("aldeia") de Pirada, que posteriormente se tornaria a sede administrativa do futuro sector, foi fundada em 1918 pelo pastor fula Samba Doro, um criador de gado originário de Senegal. Desde então, esta aldeia tem sido a tabanca de régulo, o regulado de Patchana Sólo desde o século XX.

## Geografia
O sector de Pirada possui uma área territorial de 934,4 km2, sendo o segundo menor da região de Gabu, ficando à frente apenas do sector de Sonaco.
O clima no sector de Pirada possui uma estação das chuvas com menos de 4 meses que inicia-se na segunda quinzena de Junho e termina na primeira semana de Setembro, marcando uma média de 1175 mm e 107 dias de chuvas.
A pluviosidade deste sector é menor do que a média da região de Gabu que é caracterizada por uma estação chuvosa de 5 meses (de Junho a princípios de Outubro) e uma estação seca de 7 meses (de Novembro a Maio), de modo que a pluviometria média anual gabuense é de 1460 mm.
Por ter uma pluviosidade baixa, o sector é suscetível a escassez da água e a secas prolongadas, de modo que trata-se de uma das áreas de Guiné-Bissau mais vulneráveis às mudanças climáticas.
A hidrografia sectorial seria composta principalmente pelo rio Bidigor e por seu afluente Mael Djaubé (o "pequeno rio").

### Demografia
A população neste sector era de 39.000 habitantes, de acordo com estimativas de 2005.
A cidade que compõe a sede administrativa do sector de Pirada era constituída em 2008 por uma população estimada em 2.198 habitantes, maioritariamente da etnia fula.

## Organização territorial autárquica
Como ocorre em outros locais de Guiné Bissau, a organização territorial do sector de Pirada está estruturada por dois modelos: um modelo organizado segundo os critérios do estado guineense e um outro modelo baseado em lideranças tradicionais comunitárias.
De acordo com o primeiro modelo, ou seja, o modelo da administração pública do estado guineense, o sector de Pirada é constituído por cinco secções: 
- Pirada;
- Bajocunda;
- Candjufa;
- Sori-Lumbatu; e
- Sintchã Imabé.

Estas 5 secções compreendem 121 aldeias.
Segundo o segundo modelo, o baseado na autoridade tradicional, o sector está organizado social, política e culturalmente em 3 regulados:
- Propana;
- Patchana Handem; e
- Patchana Soló.

## Economia
As principais actividades económicas no sector de Pirada são a agricultura, a pecuária bovina e caprina, a apicultura, o comércio e a horticultura.
Em termos de extrativismo vegetal, as florestas são ricas em frutos silvestres e outros recursos, a exemplo da cana-de-bambo, do pau de conta, do pau de sangue e do bissilão.
Desde 2001 foram criadas florestas comunitárias em algumas aldeias: Pirada, Sonco-kunda, Sissau-Kunda, Nhapo, Golere, Diabugu, Sinthã Laibé, Amedalai e Kupuda. Estas florestas comunitárias são geridas pelas próprias comunidades locai em colaboração com o corpo técnico do ministério de agricultura do estado guineense.

## Infraestrutura
Os principais estabelecimentos que compõem a infra-estrutura social do sector de Pirada estão situados na sede sectorial. Eles são compostos por uma escola construída em 1960, por um pequeno centro de saúde com capacidade de atendimento de 2 pacientes por dia, construído em 1947, que teria somente quatro funcionários (um analista, uma parteira, um tesoureiro e um condutor de ambulância), duas farmácias instaladas por particulares, um mercado construído em 1970 com capacidade de 6 balcões, uma peixaria e um talho de carne, além de um poço de água com 36 metros de profundidade.

## Cultura
Um dos principais sítios representantes do património histórico e cultural de Pirada seria as ruínas da antiga cidade-capital de Cansalá, as quais estariam situadas nas proximidades da aldeia de Camalija Durbali ou simplesmente Durbali. De acordo com historiadores em visita ao local no final da década de 2010, apesar de ser possível ver os restos dos muros de terra e as pedras onde os monarcas do Gabu seriam consagrados, inexistiria qualquer escavação arqueológica naquele sítio até a referida data.